# هدى العجيمي
هدى العجيمي (24 يوليو 1936 - 5 يونيو 2025) إذاعية مصرية.

## ولادتها ونشأتها
مواليد 24 يوليو 1936 في بور سعيد، التحقت بكلية الآداب قسم اللغة العربية بجامعة القاهرة وعندما دخلت الإذاعة لأول مرة في بداية الستينيات لم تدخلها لكي تصبح مذيعة ولكن دخلتها بعد أن اجتازت امتحان البرامج الإخبارية فعندما كانت في انتظار إعلان نتيجة الليسانس نشرت الصحف إعلانا من الإذاعة والبرامج الإخبارية عن حاجتهم لمحررين لنشرة الأخبار في الراديو وفي نفس الوقت مترجمين وكتاب تعليقات سياسية فتقدمت إلى هذا الامتحان ثم ظهرت النتيجة ونجحت وحصلت على الليسانس وذهبت إلى امتحان الإذاعة في مقرها 4 شارع الشريفين وكان مبني ماسبيرو ما يزال في طور البناء واجتازت الامتحان التحريري بما فيه من صعوبة بالغة مثل الترجمة وكتابة تعليق سياسي وتحرير إحدى النشرات ومعلومات عامة وتبعه لقاء شخصي مع أبرز قيادات الأخبار في الإذاعة في وقتها وامتحان شفهي وكانت هدى العجيمي الأولى على الألاف الذين تقدموا للامتحان ومعها أربعة من الشباب فقط.

## سيرتها المهنية

### بداياتها
بعد قبول هدى في قسم الأخبار الإذاعة وبعد عام من عملها في قسم الاستماع السياسي، دخلت امتحان أعلنت عنه الإذاعة لطلب مذيعين واستمر هذا الامتحان ثلاثة أشهر وكان يبدأ بامتحان تحريري يقيمه ديوان الموظفين و هو صعب للغاية مما سبقه ومن ينجح فيه ينتقل إلى امتحان شفهي في الإذاعة نفسها يقف أمام عمالقة الإذاعة.
قبل أن تقف هدى أمام اللجنة المشكلة من إذاعيين كبار كانت تجلس في الاستراحة مع عدد كبير من الشباب والشابات وكلهم على درجة كبيرة من التوتر ويطلقون الشائعات حول مدى صعوبة الامتحان مما أدخل الخوف إلى قلبها خصوصا عندما قال أحدهم إن رئيس الإذاعة عبد الحميد الحديدي يوجه أسئلة غريبة فهو مولع بالجغرافيا ويسأل عن الأماكن وكانت هدى لا تعرف شوارع القاهرة ولا ميادينها فكانت من البيت إلى الجامعة فقط، ولما جاء دورها للمثول أمام اللجنة توقعت الرسوب لا محالة لكن عندما دخلت اللجنة وذكرت اسمها بادرها الدكتور مهدي علام بالتحية وقال (أهلا يا ست هدى.. هل تعرفين من هى الست هدى في حياتنا الثفافية؟) فأجابت :نعم أعرفها الست هدى هي مسرحية شعرية كتبها أمير الشعراء أحمد شوقي وهى مسرحية فكاهية عن سيدة مزواجة تزوجت تسع مرات وظلت تحكي بقية القصة التي كانت قد قرأتها من قبل وتعرفت علي أشعارها وقيمتها الفنية وكانت إجابتها سريعة وواثقة وكاملة بحيث أن أحدا لم يسألها عن شيء بعدها بل مجرد قراءة نصين أحدهما لغة عربية والآخر بالإنجليزية ونجحت هدى وكانت الفتاة الوحيدة التي فازت بالوظيفة مع 19 شابا كلهم من الرجال وبعد ذلك تقابلوا مع رئيس الإذاعة ووزع الجميع على أقسام العمل الإذاعي حيث وزع بعض الشباب أصحاب الأصوات القوية المميزة على قسم المذيعين لقراءة نشرات الأخبار أما هدى فقد عقدت لها لجنة استماع خاصة شارك فيها الإذاعي جلال معوض وعندما سمعها قام بتوزيعها على برامج المنوعات فبكت وهنا فسر لها الموقف ونوعية الأصوات بالنسبة للميكروفون وقال: هل تعرفين آمال فهمي المذيعة الشهيرة ؟ هى في قسم المنوعات الذي اخترته لك ثم طلب الإذاعي عبد الحميد الحديدي أن تذهب إلى الإذاعية صفية المهندس مديرة المنوعات ومقابلتها وبالفعل ذهبت إلى مكتبها الموجود في عمارة مجاورة بشارع صغير يفصل ما بين أستوديوهات الإذاعة في علوي وشارع الشريفين استأجرتها الإذاعة لكي تصبح مكاتب للقيادات الإذاعية وعندما وصلت هدى إلى مكتب صفية المهندس وجدتها بصحبة الإذاعية عواطف البدري واستقبلتها بابتسامة صافية وبعد وقت من هذا اللقاء الجميل لم تصدر صفية المهندس أي قرار رسمي بل اصطحبت هدى من يدها إلى إحدى الغرف وأشارت إلى مكتب صغير وقالت هذا هو مكتبك وفي صباح اليوم التالي فوجئت بالإذاعي المأمون أبو شوشة يزورها وقدم لها وردة حمراء.

### أعمالها
- فكرت صفية المهندس في تطوير برامج المرأة عام 1959، فاستحدثت شكلا جديدا للبرنامج يجمع ما بين المنوعات والبرامج الاجتماعية وأطلقت عليه اسم إلى ربات البيوت[10] وبدأت هدى تقدم بعض فقرات البرنامج وبعد ذلك أسندت إليها إخراج أطول مسلسل إذاعي وهو عائلة مرزوق أفندي.[11][12]
- حصلت في بداية عام 1971، على سفر بعثة إلى ألمانيا للدارسة في معهد برلين للدراما والتدريب في برامج الشباب بالإذاعة الألمانية وبعد عودتها قدمت برنامج زهور وبراعم الذي كان نواة لبرنامجها مع الأدباء الشبان كما كان أيضًا نافذة للمواهب الشابة لعرض أعمالهم الأدبية علي الجمهور ومن خلال هذا البرنامج الذي جاء تتويجًا لأعمالها البرامجية والذي استمر قرابة 25 عامًا قدمت فيه رسمًا تفصيليًا لخريطة الحركة الأدبية في أنحاء مصر.[13]
- اختيرت عضوًا بمجلس إدارة اتحاد كتاب مصر من عام 1997 وحتى 2001.
- قدمت للمكتبة العربية بعض مؤلفاتها القيمة وحظيت بالحب والتقدير.[14]

## جوائزها
- حصلت على العديد من الجوائز والتكريمات منها:[15]
- جائزة صندوق الأمم المتحدة للسكان عن أحسن تغطية إعلامية لمؤتمر المرأة في بكين.
- جائزة أحسن برنامج إذاعي عن استطلاع رئيس الإذاعة والتليفزيون حول البرامج الأجتماعية.
- حصلت على دبلوم من إذاعة كولونيا عام 1985.
- جائزة صندوق الأمم المتحدة للمرأة عن أحسن تغطية إعلامية إذاعية لمؤتمر المرأة في بكين عام 1995.